# Lithobates yavapaiensis
Lithobates yavapaiensis — вид жаб родини Жаб'ячі (Ranidae). Інша назва — леопардова жаба рівнинна.

## Поширення
Цей вид поширений у США та Мексиці. Він зустрічається у західній і центральній частині штату Аризона, південно-західній частині Нью-Мексико, у центральній і південно-східній Каліфорнії, на півночі мексиканських штатів Сонора і Чіуауа.

## Спосіб життя
Його природними місцями проживання є помірні ліси, річки, прісноводні озера та болота, тимчасові водойми.